# 鄧良知
鄧良知（1558年—1638年），字未孩，號玉笥，江西新建喬樂鄉人。明末政治人物。

## 生平
早年鄉試落第，因與宋應星家族有世交，故曾擔任宋應星兄弟幼年時期的塾師。萬曆四十年（1612年），鄧良知中舉人，次年聯捷進士。任南直隸寧國府宣城縣令。因政績卓著，被誥封「文林郎」。萬曆四十六年（1618年）升禮部司員外郎，制訂《科場條約》。
此後，鄧良知轉任福建興泉兵備道，鎮守興化府、泉州府海防，抵禦倭寇。天啟五年（1625年）任廣東布政使司參政，兩年後致仕歸里。崇禎十一年（1638年）卒。

## 其他
崇禎元年（1628年），鄧良知七十大壽，宋應昇寫下《大參玉翁鄧老先生七十壽序》：
|  | 今上崇禎首元，歲紀戊辰（1628）仲夏初吉（五月一日），則我舅氏玉笥先生七十覽揆之辰。時先生方從參藩（參政官署）歸壽之日，榮問四至，嘉德氤氳。然而憶六十九年中，馳封綢疊。則顯揚已無遺憾。矢忠廣惠，則上下已並聲施。裕后開賢，則天倫方饒樂事。而起視先生，則髯發尚玄，視聽視中身無少異。則相與竊竊然私計曰：是遵何操而能若是？其謙之得宜耶，其厚之能載耶？抑其達而於世未數數然耶？是數者，先生皆有之，則先生嘗微而貴矣。然且滋宜恭，先生嘗貧而富矣。然且滋好德，先生嘗晚而遇矣。然且滋無憂，以是稱先生，祝先生壽。⋯即我黨二、三君子，或曾被榮接，輒以登龍；或積荷師模，方欣附風，情並欲見乎辭。⋯乃匠意選詞，雁行以進。 |